# Allopauropus vouauxi
Allopauropus vouauxi är en mångfotingart som beskrevs av Paul Auguste Remy 1948. Allopauropus vouauxi ingår i släktet småfåfotingar, och familjen fåfotingar. Inga underarter finns listade i Catalogue of Life.